# Karen Erodi
Karen Erodi, née le 4 février 1977 à Toulouse, est une femme politique française. Elle est élue députée en 2022 sous l'étiquette NUPES. Elle est réélue en 2024.

## Biographie
À la tête d'une entreprise depuis 2010 dans le secteur du bâtiment (économie de la construction) et militante associative, Karen Erodi a été élue municipale d'opposition de 2014 à 2020 à Réalmont, sa commune de résidence.
Lors des élections législatives de 2022, elle est candidate pour La France insoumise et est élue députée  de la deuxième circonscription du Tarn le 19 juin 2022 avec 37,50 % des voix face à ses concurrents Marie-Christine Verdier-Jouclas (députée sortante) de La République en marche (35,05 % des voix) et Julien Bacou du Rassemblement national (27,45 % des voix). Cette circonscription est symbolique pour la gauche car Jean Jaurès en fut député.
Candidate du Nouveau Front populaire au titre de La France insoumise, elle est réélue députée de la deuxième circonscription du Tarn le 7 juillet 2024 avec 50,73 % des suffrages à l'issue du second tour des législatives. Le candidat du Rassemblement national Julien Bacou a recueilli 49,27 % des voix.